# Busby Babes

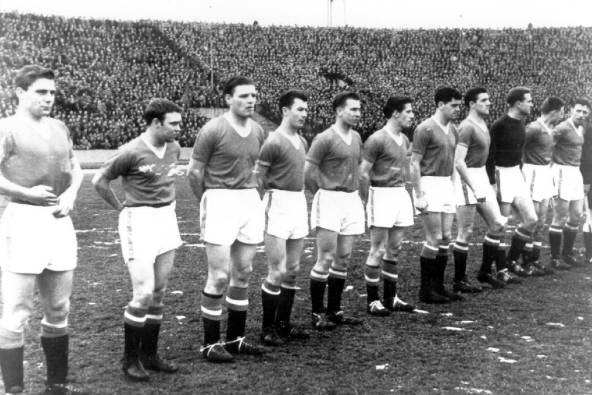
Alineación del Manchester United con los Busby Babes en 1958, antes de su último partido y del desastre aéreo de Múnich

Busby Babes (en castellano: Bebés de Busby) es el nombre dado al grupo de futbolistas, captados y entrenados por el jefe de los ojeadores del Manchester United, Joe Armstrong, y el ayudante del entrenador Jimmy Murphy, que pasaron del equipo juvenil del club al primer equipo bajo la dirección de Matt Busby desde finales de la década de 1940 y a lo largo de la década de 1950.

## Historia
Los Busby Babes eran notables no solo por ser jóvenes y dotados, sino por haber sido formados por el propio club, en lugar de haber sido comprados a otras entidades como era habitual en ese entonces. El término, acuñado por el periodista del Manchester Evening News Tom Jackson en 1951, suele referirse a los jugadores que ganaron la liga inglesa en las temporadas 1955-56 y 1956-57 con una edad media de 21 y 22 años respectivamente.
Ocho de los jugadores -Roger Byrne (28), Eddie Colman (21), Mark Jones (24), Duncan Edwards (21), Billy Whelan (22), Tommy Taylor (26), David Pegg (22) y Geoff Bent (25)- murieron tras el desastre aéreo de Múnich en febrero de 1958, mientras que Jackie Blanchflower (24 en el momento de la colisión) y el jugador de la selección absoluta, Johnny Berry (31 en el momento de la colisión), sufrieron lesiones de tal magnitud que nunca más volvieron a jugar. Berry era el jugador más veterano del equipo en el momento del accidente, después de haber sido fichado por el Birmingham City Football Club en 1951, momento en el que ya tenía 25 años.
Algunos de los jugadores del equipo en ese momento habían sido comprados a otros clubes, aunque uno de ellos, el guardameta Ray Wood, tenía sólo 18 años cuando se incorporó al United procedente del Darlington Football Club en 1949. El sucesor de Wood en el primer equipo, Harry Gregg, fichado en diciembre de 1957, fue fichado por el Doncaster Rovers como el portero más caro del mundo en aquel momento por 23500 libras esterlinas. Tommy Taylor había sido uno de los jugadores más caros del fútbol inglés cuando el United pagó 29999 libras esterlinas por él cuando tenía 21 años, procedente del Barnsley FC, en 1953, mientras que Johnny Berry ya llevaba dos años en el club cuando llegó Taylor.
Otros "Busby Babes" notables fueron el lateral Bill Foulkes, los extremos Kenny Morgans y Albert Scanlon, el delantero Dennis Viollet, el extremo Wilf McGuinness (que más tarde se convirtió en entrenador del Manchester United) y los delanteros John Doherty y Colin Webster. McGuinness y Webster no estaban en el avión cuando se estrelló en Múnich, mientras que Doherty acababa de ser vendido a Leicester City FC.
El último jugador que quedaba del equipo anterior al accidente, Bobby Charlton (20 en el momento del mismo), se retiró en 1975; aunque había dejado el Manchester United dos años antes, había seguido jugando como jugador-entrenador del Preston North End. Como jugador, estableció el récord goleador de todos los tiempos para el Manchester United e Inglaterra, que más tarde fue batido por otro jugador del United (Wayne Rooney) y su récord de participaciones se mantuvo durante 35 años después de su último partido con el United, mientras que su récord de Inglaterra no se rompió hasta 2015, por el mismo jugador del United (Wayne Rooney) que marcó su 50.º gol con Inglaterra. Bill Foulkes, que se retiró en 1970, seguía en el club cuando se ganó la Copa de Europa en 1968.
Harry Gregg había dejado el club en la temporada 1966-67, fichando por el Stoke City FC, que había fichado a Dennis Viollet del United cinco temporadas antes. Kenny Morgans fue traspasado al Swansea City FC en 1961 y rara vez había jugado en el United después del final de la temporada 1957-58. Albert Scanlon fue vendido al Newcastle United en noviembre de 1960. Ray Wood había sido vendido al Huddersfield Town un año después del accidente de Múnich, sin poder recuperar su puesto en el equipo de Harry Gregg, dejando Old Trafford más o menos al mismo tiempo que Colin Webster, que fue vendido al Swansea Town. Wilf McGuinness sufrió una fractura de pierna en un partido de reservas durante la temporada 1959-60 y nunca regresó al primer equipo, aunque permaneció en el club como miembro del cuerpo técnico y pasó 18 meses como entrenador del United tras la retirada de Matt Busby en mayo de 1969. Una lesión también puso fin a la carrera de John Doherty, quien jugó su último partido con el Leicester City menos de un año después de que el United lo vendiera a dicho club.